# 奥拉 (博尔扎诺-上阿迪杰自治省)
奥拉（義大利語：Ora），是意大利北部博尔扎诺-上阿迪杰自治省的一个市镇，位于其省会博尔扎诺的南方约15公里处。ISTAT代码为021060。

## 地理
于2010年11月30日的人口总计为3,539人，人口密度300人/平方公里，总面积11.8平方公里。
奥拉毗邻以下的市镇：阿尔迪诺、布龙佐洛、蒙塔尼亚-苏拉斯特拉达-德尔维诺和瓦德纳。

## 社会

### 语言分布
根据2011年的人口普查，有69.74%的居民以德语为第一语言，其余的居民以意大利语和拉登语为第一语言，分别占人口的29.59%和0.67%。
| 语言     | 2001   | 2011   |
| -------- | ------ | ------ |
| 德语     | 69.91% | 69.74% |
| 意大利语 | 29.84% | 29.59% |
| 拉登语   | 0.25%  | 0.67%  |